# Gé Regter
Gerardus Regter, detto Gé (Rotterdam, 6 marzo 1916 – L'Aia, 4 agosto 1987), è stato un pallanuotista olandese.
È stato un giocatore di pallanuoto olandese che ha partecipato alle Olimpiadi estive del 1936, conquistando il quinto posto. Ha giocato tutte le partite.